# MVB

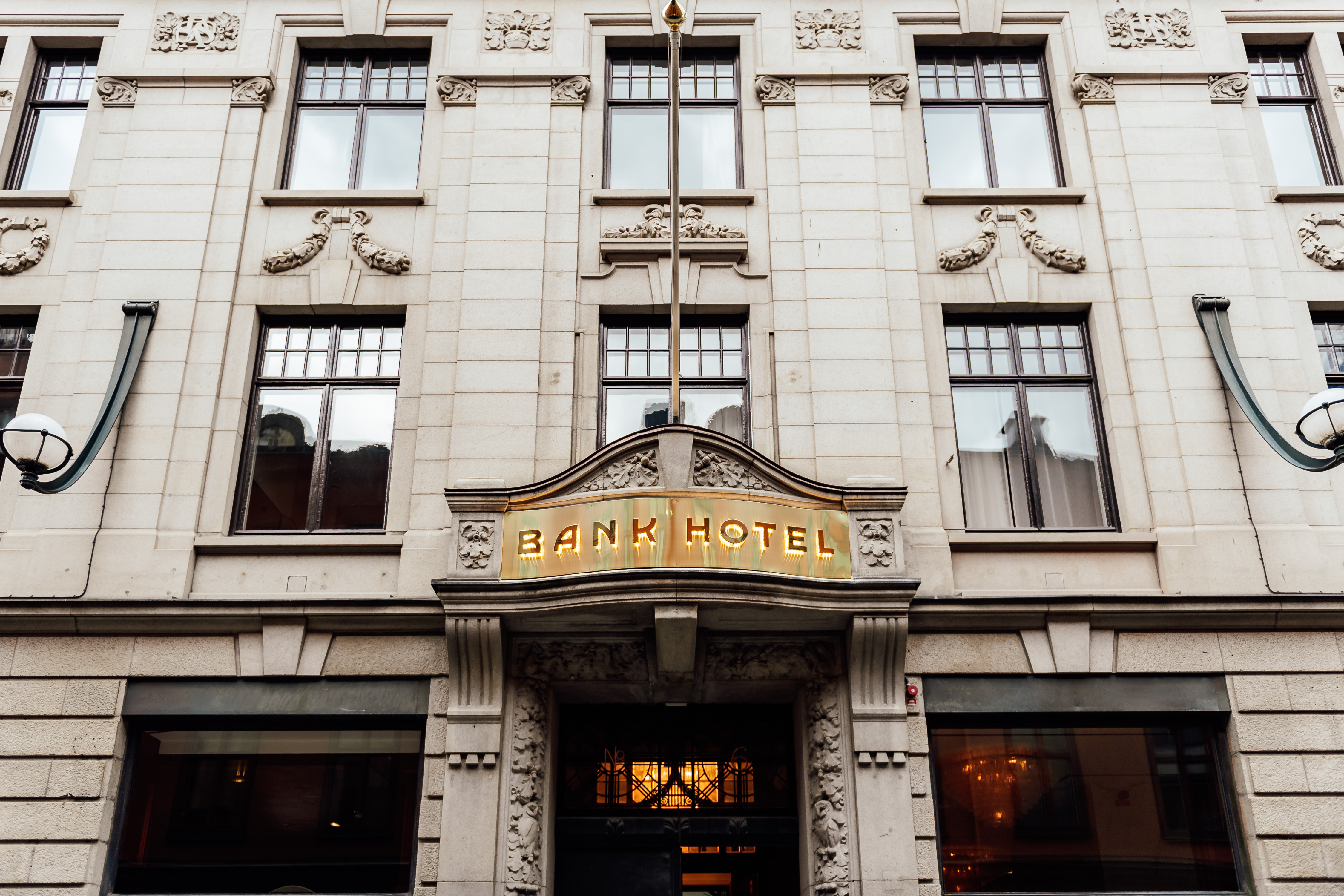
Bank Hotel, Stockholm

MVB är en byggkoncern med en omsättning på ca 3 000 miljoner SEK och 500 anställda (2020). Företaget har sin huvudsakliga verksamhet i Stockholm, Skåne, Halland och Göteborg inklusive region Skaraborg och Trestad. Verksamheten är fokuserad på såväl nyproduktion som om- och tillbyggnad av bostäder, kontor, industrier, hotell, kommersiella byggnader samt offentliga lokaler såsom skolor, idrottshallar, bibliotek och sjukhus.  MVB har resurser inom projekteringsledning och merparten av projekten drivs som totalentreprenader eller i partnering.

## Historia
1969 Åke Franzén grundar Munka Ljungby Väg och Rör AB (grunden till nuvarande MVB syd). Företaget tillverkar betongrör och utför mindre anläggningsarbeten. 
1970-2000 MVB startar en byggnadsavdelning koncentrerad till nordvästra Skåne. Företaget byter namn till Munka Ljungby Väg och Bygg (MVB). Börsnoterade AB Nils P. Lundh köper MVB. När Nils P Lundh går i konkurs tar MVB:s dåvarande VD Kjell Hansson, tillsammans med 22 anställda, över företaget. Företaget har 70 anställda och omsätter 70 Mkr. MVB etablerar sig i Malmö genom förvärv av ett mindre byggbolag. 
2001 Dåvarande Svenska Hus, idag Gullringsbo Egendomar, blir huvudägare till MVB. Målet är att etablera sig i de tre storstadsregionerna. MVB förvärvar Östbergs Bygg- & Monterings AB i Stockholm. Bolaget får namnet MVB Öst AB. Nyproduktion och större ombyggnader åt allmännyttan blir nya inriktningar och bolagets fakturering fyrdubblas. 
2007 MVB utökar sin verksamhet till Göteborgsregione under namnet MVB Väst.
2009 MVB bygger ett av de första enfamiljshusen baserat på passivhusteknik.
2010 MVB bygger Sveriges första skola med passivhusteknik.
2011 MVB förvärvar Göteborgsbaserade Astor Johansson Bygg AB. Bolaget byter namn till MVB Astor Bygg AB.
2013 MVB köper byggbolaget Backgården i Lidköping som får namnet MVB Backgården. MVB bygger Sveriges första Svanenmärkta förskola.
2014 MVB får i uppdrag att bygga Sveriges största passivhus, Rättspsykiatriskt centrum i Trelleborg. MVB rankas som Sveriges största privatägda byggföretag.
2015 MVB Öst flyttar till nytt kontor på Rökerigatan 20, Stockholm-Globen. MVB växer rejält i Göteborgsregionen. MVB Syd slår rekord med en fakturering på över 1 Mdkr.
2016 MVB Backgården slås ihop med MVB Astor Bygg. Verksamheten bedrivs under namnet MVB Astor Bygg.
2017 MVB vinner Årets Bygge 2017 och Årets Fasad 2017 för Rättspsykiatriskt centrum i Trelleborg. MVB vinner Stockholms Byggmästareförenings ROT-pris för ombyggnaden av Nya Eastmaninstitutet i Stockholm. MVB publicerar sin första hållbarhetsredovisning.
2018 MVB:s projekt Bank Hotel i centrala Stockholm står klar och invigs. MVB får i uppdrag att bygga fastigheten Kv. Princeton i nya Hagastaden i Stockholm.
2019 MVB fyller 50 år. MVB nomineras till Plåtpriset 2019 för projekt Hovås Hills i Göteborg.
2020 MVB nomineras till Årets Bygge för projekt Glänningeskolan i Laholm
2021 MVB vinner priset Årets Bygge 2021 för Stockholm Norvik Hamn. där MVB har byggt den centrala kontors- och servicebyggnaden. MVB:s projekt Musköten i Helsingborg  var också nominerad till priset i kategorin industribyggnad.
2022 MVB Astor Bygg AB byter namn till MVB Väst AB

## Koncernen
MVB driver verksamhet med kontor i Stockholm, Malmö, Helsingborg, Munka Ljungby, Göteborg, Lidköping, Trollhättan, Uddevalla och Varberg. Per Ununger är koncernens styrelseordförande.
MVB koncernen omfattas av tre entreprenadbolag; 
- MVB Öst AB i Stockholm inkl. Mälardalen
- MVB Syd AB i Skåne
- MVB Väst AB i Västra Götaland och Halland

MVB är certifierat avseende kvalitet, miljö och arbetsmiljö enligt Bf9k, vilket är ett system speciellt anpassat för byggbranschen med samma grundsyn som ISO.

## Kända projekt
- Stockholm Norvik Hamn. MVB har byggt huvudbyggnaden CTN. Stockholm Norvik Hamn vann branschpriset Årets Bygge 2021.
- Kv Princeton, Stockholm. MVB har byggt fastigheten Princeton i Hagastaden som är en fastighet för forskning och utbildning inom Life Science. Beställare är Vitartes.
- Småbarnsskolan, Göteborg. MVB har genomfört totalrenoveringen av Göteborgs äldsta förskola från 1891. Skolan återinvigdes hösten 2019. Beställare Göteborgs stad.
- Glänningeskolan, Laholm. MVB uppförde skola och idrottshall till Laholms kommun, Husen är passivhus och byggda enligt Darmstadtmetoden. Glänningeskolan blev nominerad till Årets Bygge 2020.
- Bank Hotel, Stockholm. MVB har byggt om två fastigheter i centrala Stockholm till ett boutiquehotell med 114 rum. Renoveringen var mycket omfattande där bland annat nya schakt skapades. Båda fastigheterna är grönklassade enligt Stockholms stadsmuseum. Beställare Gamla Livförsäkringsaktiebolaget SEB Trygg Liv. Bank Hotel invigdes 2018 och drivs av Sureplansgruppen.
- Hjorthagshallen, Stockholm. MVB har uppfört Hjorthagshallen i Norra Djurgårdsstaden på uppdrag av Fastighetskontoret, Stockholms stad. Multihallen, som var klar våren 2019, är byggd i två plan och certifierad enligt Miljöbyggnad Guld.
- Sjölunda skola och Nya Majåkerskolan, Lidköping. MVB har byggt två skolor i Lidköping på uppdrag av Lidköpings kommun. Skolorna stod färdiga 2017 respektive 2018.
- Rättspsykiatriskt centrum, Trelleborg MVB byggde på uppdrag av Region Skåne Rättspsykiatriskt centrum i Trelleborg (RPC) som invigde i september 2016. Fastigheten var då Sveriges hittills största passivhus och plusenergihus och inhyser högspecialiserad rättspsykiatrisk vård, forskning och utbildning. RPC vann utmärkelsen Årets Bygge 2017 och Årets Fasad 2017.
- Nya Eastman, Stockholm MVB genomförde en omfattande och varsam renovering av Estmaninstitutet under 2014-2015 på uppdrag av Stockholms läns landsting genom Locum.  Projektet belönades med Stockholms Byggmäsatreförenings ROT-pris 2017.
- Lindhagensporten, kv Gångaren 10 hus B, Stockholm   MVB har på totalentreprenad byggt om och byggt till samt hyresgästsanpassat 21 000 kvm för Securitas internationella huvudkontor på Lindhagensplan i Stockholm under 2014-2015. Beställare Areim Fastigheter AB.
- Gjutmästaren 6, Stockholm MVB genomförde ombyggnad och hyresgästsanpassning av fastigheten Gjutmästaren 6, f d Pripps Bryggerier, åt Stockholms Stad 2014-2015.
- Hyllie Boulevard, Malmö Tillsammans med MBK Fastigheter byggde MVB ett av de första bostadshusen vid Hyllie Boulevard. Ett klimatsmart hus med certifiering enligt miljöbyggnad.
- Frösundavik, Stockholm Arbetet med att bygga till och renovera befintligt kontor om 20 000 kvm vid Frösunda Strand pågick 2013-2014. Resultatet blev 30% effektivare kontorsyta samt bättre klimat- och energianvändning. Beställare KLP Eiendom AS, hyresgäst SAS.
- Helsingborg Arena   Arenan byggdes under 2011-2012 på uppdrag av Kärnfastigheter. Den är en av Sveriges modernaste idrottsanläggningar och unik genom att den har hela fem fullstora hallar under samma tak.